# HMS Goliath (1898)
La HMS Goliath fu una delle sei navi da battaglia pre-dreadnought della Classe Canopus, quarta unità appartenente alla Royal Navy a portare questo nome.
Prestò servizio dapprima in patria e poi nel Mar Mediterraneo; allo scoppio della prima guerra mondiale la Goliath fu presto inviata nell'Oceano Indiano per la caccia all'incrociatore corsaro SMS Königsberg e nell'aprile 1915 fu tra le navi che parteciparono alla sfibrante campagna di Gallipoli contro l'Impero ottomano. Il 13 maggio, già danneggiata dall'artigliera avversaria, la Goliath venne colpita da alcuni siluri lanciati da una torpediniera ottomana e affondò in pochi minuti, provocando la morte della maggior parte dell'equipaggio.

## Caratteristiche tecniche
La Goliath era una corazzata del tipo pre-dreadnought. La nave era lunga 125 metri alla linea di galleggiamento (129 metri fuori tutto) e larga circa 22,50 metri, con un pescaggio di 8 metri; dislocava 13 141 tonnellate a vuoto e 14 322 tonnellate a pieno carivco. Due fonti forniscono invece un dislocamento a vuoto di 12 950 tonnellate.
In due torri binate, una a prua e una a poppa, erano installati quattro cannoni da 305 mm; dodici cannoni da 152 mm a tiro rapido erano distribuiti singolarmente in barbette lungo le fiancate dello scafo; in dieci altre barbette singole (tre per fiancata e una a ogni angolo del ponte) si trovavano altrettanti pezzi a tiro rapido da 76 mm; erano infine presenti sei cannoni da 47 mm a tiro rapido sistemati in casematte singole. La nave era dotata anche di quattro tubi lanciasiluri da 457 mm al di sotto della linea di galleggiamento. Una fonte segnala la presenza di due mitragliatrici Maxim.
La corazzatura del tipo Krupp era spessa 152 mm alla cintura, 305 mm per le barbette, 203 mm per le casematte; il ponte variava tra i 50 mm e i 25 mm. Le paratie antisiluro erano spesse da 250 mm a 152 mm e la torre di comando era protetta con corazze da 305 mm. Le corazze delle torrette girevoli misuravano 203 mm.
La propulsione era affidata a motori a vapore a tripla espansione verticale con caldaie a tubi d'acqua, impostazione che permise di disporre i due fumaioli uno dietro all'altro. I sistemi di locomozione davano potenza a due alberi ciascuno dotato di un'elica. La potenza erogata era di 13 500 shp e la velocità arrivava a 18 nodi.
Le fonti sono discordi sull'effettiva consistenza dell'equipaggio: due concordano per 682 uomini tra marinai e ufficiali e una parla di 750 uomini.

## Impiego operativo

### Costruzione
Sul finire del XIX secolo la Royal Navy britannica aveva messo allo studio la nuova classe di navi da battaglia Canopus, elaborata come una versione ridotta e meno costosa delle corazzate classe Majestic e pensata primariamente per l'impiego in Estremo Oriente dalla base di Hong Kong. La classe Canopus era del tipo pre-dreadnought e si distingueva dalle quelle fino allora entrate in servizio per i due fumaioli, sistemati longitudinalmente e non uno di fianco all'altro; inoltre implementava alcune innovazioni come la corazzatura Krupp e si caratterizzava per l'assenza del rivestimento in rame, una misura presa per ridurre il peso e il pescaggio, poiché si riteneva che le eccellenti strutture portuali di Hong Kong avrebbero reso l'incrostazione della carena solo un trascurabile fastidio.
La Goliath fu impostata al Chatham Dockyard il 14 gennaio 1897 e fu varata il 23 marzo 1898; venne completata il 27 marzo 1900. La nave era stata posta in cantiere come seconda della classe, assieme alla HMS Canopus (la cui costruzione venne però affidata al Portsmouth Dockyard) e venne ad assumere un costo complessivo di 920.806 sterline del tempo. Il suo nome derivava da quello del capo dei Filistei Golia, ucciso da Davide in duello.
Alle prove di velocità l'apparato motore sviluppò una potenza di 13 980 shp e fu raggiunta la velocità massima di 18,68 nodi (35,4 km/h).

### Dal 1900 al 1913
Poco dopo l'entrata in servizio, la Goliath venne destinata alla base navale di Hong Kong (China Station) assieme alle altre cinque navi della classe: al comando del capitano Lewis Edmund Wintz partecipò marginalmente alla soppressione della ribellione dei Boxer in Cina; ritornò poi a far parte della Channel Fleet a protezione della Manica nel 1903. Nel luglio 1904 fu messa nella riserva strategica a Portsmouth, poi nel maggio 1905 fu trasferita alla Mediterranean Fleet con la quale rimase fino a dicembre, quando fu nuovamente compresa nella Channel Fleet; vi rimase fino al marzo 1907. In quello stesso mese la corazzata fu sottoposta a una serie di lavori per dotarla di un moderno sistema di controllo del tiro e revisionarne l'apparato motore: nel febbraio 1908 fu destinata a Malta ma durante il viaggio di andata si verificò la rottura di uno dei due alberi motori delle eliche, contrattempo che costrinse la Goliath in cantiere per le riparazioni, durate quattro mesi. Nell'aprile 1909 fu assegnata dapprima alla 4ª Flotta (Nore Reserve) e dal 1913 passò alla 3ª Flotta (Pembroke Reserve).

### Il servizio nell'Oceano Indiano

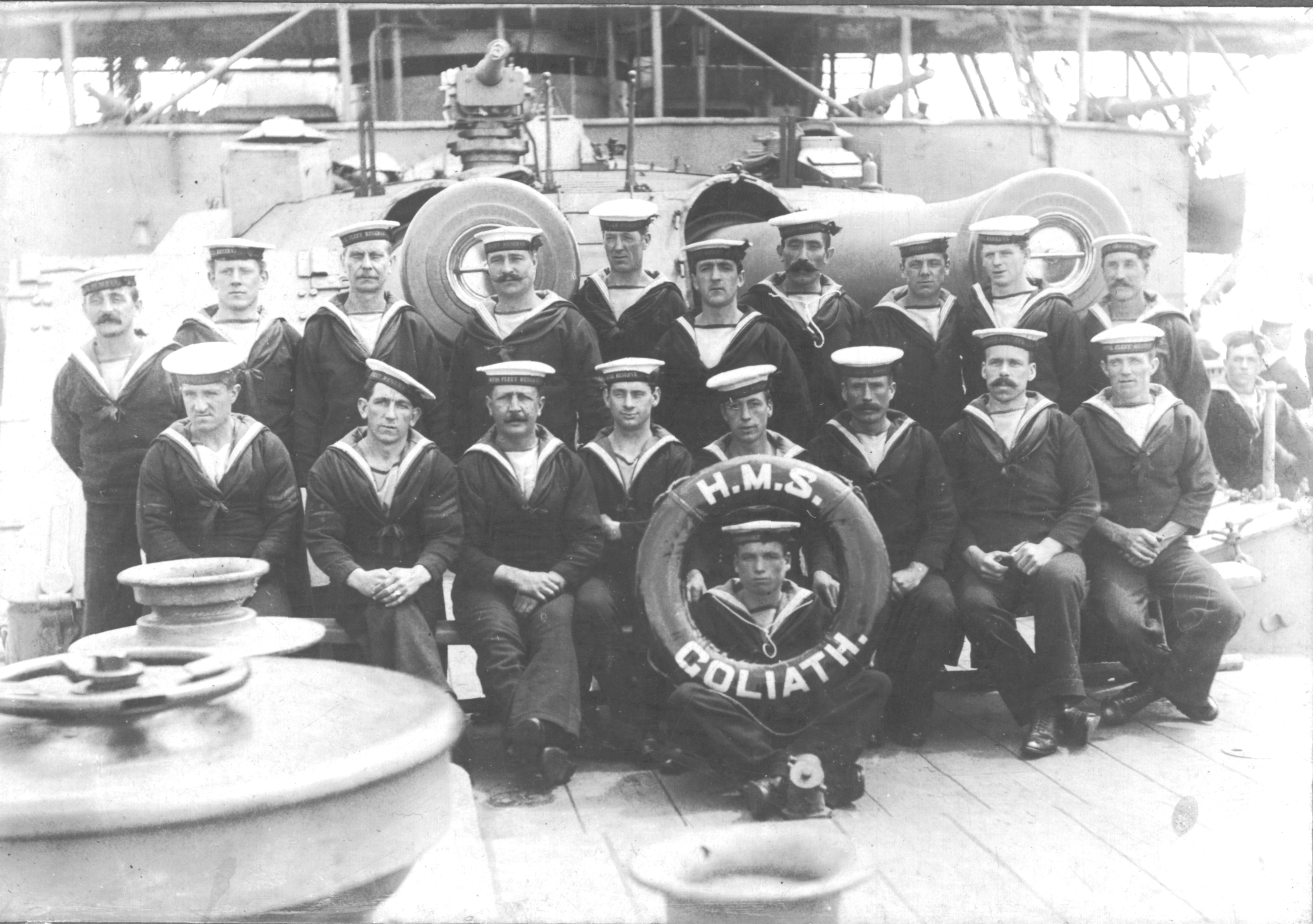
Alcuni membri dell'equipaggio posano davanti a una delle torri da 305 mm. Da notare in secondo piani i cannoni in installazioni singole

Il 28 luglio 1914 scoppiò la prima guerra mondiale, che il 4 agosto coinvolse anche il Regno Unito e il Commonwealth britannico: la Goliath entrò a far parte dell'8º Squadra da battaglia della Channel Fleet e fu inviata al Loch Ewe in veste di nave di guardia (la nave che sorveglia l'ingresso di un porto); tuttavia si riunì all'8ª squadra da battaglia e scortò con le altre navi il BEF in Francia e, il 25 agosto, aiutò a trasportare il battaglione "Plymouth" dei Royal Marines a Ostenda. Portato a compimento senza incidenti il compito, nel settembre 1914 la Goliath fu distaccata alla East Indies Station per fornire copertura alle truppe provenienti dall'Impero anglo-indiano, destinate al teatro bellico del Medio Oriente e all'attacco delle colonie tedesche in Africa orientale: il 30 ottobre attraccò a Mombasa assieme al convoglio e dovette rimanere per quasi un mese all'ancora a causa di un nuovo ciclo di riparazioni, privando così la forza di spedizione del suo appoggio. Due fonti sono concordi nel dire che nei mesi di ottobre e novembre la corazzata fu invece coinvolta nella caccia all'incrociatore leggero Königsberg, rifugiatosi nel delta del fiume Rufiji.
Il 28 e il 30 novembre la Goliath, riparata o dispensata dalla caccia, bombardò il porto di Dar es Salaam nell'Africa Orientale tedesca, poi fu costretta da altri guasti a fare rotta per Simon's Town, dove rimase dal dicembre 1914 al febbraio 1915: il 25 del mese la nave ritornò dinanzi alle coste del possedimento tedesco e si fermò il 7 marzo presso l'isola Mafia vicina al delta del Rufiji, dove era stato infine localizzato l'incrociatore Königsberg. L'ammiraglio Herbert King-Hall, incaricato di distruggere la nave avversaria, aveva infatti intenzione di mettere la Goliath a guardia del Königsberg braccato e impedire che potesse darsi alla fuga. Il 25 marzo però la corazzata fu riassegnata al teatro di guerra del Mediterraneo; la Goliath transitò attraverso il Canale di Suez dove era stato stabilito dovesse rimanere per un certo periodo, ma il 12 aprile gli ordini furono presto cambiati (una fonte riporta il 1º aprile): la nave doveva subito unirsi alle ingenti forze preposte a sostenere lo sbarco nella penisola di Gallipoli, territorio metropolitano dell'Impero ottomano.

### I Dardanelli e l'affondamento
Il 25 aprile 1915 la Goliath, parte della 1º Squadra, aprì il fuoco su Capo Helles supportando lo sbarco sulla punta della penisola; il 26 aprile coprì invece lo sgombero della spiaggia "Y", l'unico tratto di costa dove l'operazione anfibia alleata fallì. Il 28 aprile, impegnata a fornire assistenza alle truppe a terra, fu presa sotto il tiro dell'artiglieria avversaria e subì danni. Il 29 e il 30 aprile fu inviata al Canale di Suez per prevenire possibili incursioni turche, ma fu presto richiamata al largo di Gallipoli quando navi francesi la sostituirono; fu di nuovo colpita dai cannoni turchi a terra il 2 maggio.

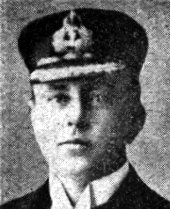
L'ultimo comandante della Goliath, il capitano Thomas L. Shelford

Nella notte tra il 12 e il 13 maggio fu selezionata assieme alla nave da battaglia Cornwallis per appoggiare i reparti francesi sulla destra del fronte d'invasione; la Goliath gettò l'ancora nelle acque della Morto Bay, a est di Capo Helles. Nel frattempo il capitano di corvetta Firle, un ufficiale tedesco della Kaiserliche Marine distaccato presso la Marina ottomana, ebbe il permesso di condurre un attacco alle corazzate anglo-francesi con la sua unità, la torpediniera Muavenet-I-Miliet: costruita nel 1909, aveva un dislocamento di 600 tonnellate, era armata di tre tubi lanciasiluri ed era capace di raggiungere i 33 nodi. Firle si avvicinò alla baia sfruttando l'alzarsi di banchi di nebbia e poté puntare con precisione la Goliath senza essere individuato o fatto segno del tiro delle navi avversarie: fece lanciare tre siluri e poi virò rapidamente verso lo stretto per riguadagnare la propria base. Il primo ordigno esplose in corrispondenza della torre prodiera, provocando un immediato sbandamento sulla sinistra; il secondo colpì più indietro, al primo fumaiolo, aggravando le condizioni della nave che s'inclinò ulteriormente; mentre giaceva quasi su un fianco, l'ultimo siluro scoppiò presso la torre di poppa. La Goliath si capovolse del tutto, rimase a galla un paio di minuti ancora e poi cominciò ad affondare rapidamente di prua: il fulmineo disastro provocò la morte di 570 uomini dell'equipaggio, incluso il comandante, capitano di vascello Thomas Lawrie Shelford. Lo storico Martin Gilbert nel suo libro La grande storia della prima guerra mondiale, oltre ad affermare che un solo siluro fece centro, riporta che l'affondamento della corazzata costò la vita a 750 tra marinai e ufficiali.